# Richard Mansfield
Richard Mansfield (24 de mayo de 1857-30 de agosto de 1907) fue un actor inglés y director teatral más conocido por sus interpretaciones en obras de Shakespeare, óperas de Gilbert y Sullivan, y la versión teatral del Dr. Jekyll y el Señor Hyde.

## Vida y carrera
Mansfield nació en Berlín y pasó sus primeros años en Helgoland, Alemania, una isla en el Mar del Norte, entonces bajo dominio británico. Sus padres eran Erminia Rudersdorff (1822–1882), una soprano de ópera nacida en Rusia, y Maurice Mansfield (muerto en 1861), un comerciante de vinos británico con sede en Londres. Su abuelo materno era el violinista Joseph Rudersdorff. Mansfield fue educado en la Derby School, en Derby, Inglaterra, y luego estudió pintura en Londres. Su madre lo llevó a Estados Unidos, donde ella actuaba, pero él regresó a Inglaterra a la edad de 20 años. Encontrando que no podía vivir como pintor, tuvo algún éxito como dibujante de salón, finalmente pasándose a la actuación.

### Carrera temprana, D'Oyly Carte y primeros éxitos en Londres

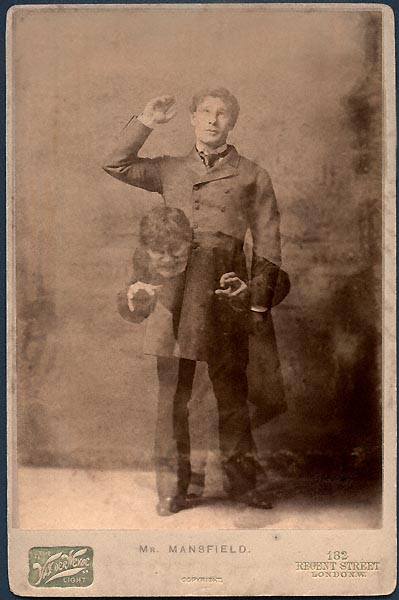
Mansfield fue especialmente conocido por sus funciones duales como Dr. Jekyll y el Señor Hyde. Fotografía de la época, con doble exposición.

Debutó sobre el escenario en St. George Hall, Londres, en la German Reed Entertainments y luego se dedicó a la ópera ligera, uniéndose a la ópera cómica de Richard D'Oyly Carte en 1879 apareciendo como Sir Joseph Porter en H.M.S. Pinafore durante una gira. Continuó actuando en las óperas cómicas de Gilbert & Sullivan en papeles de "patrón" en una gira por Gran Bretaña en 1881. Mansfield creó el papel del general de división Stanley en la actuación de copyright de The Pirates of Penzance en Paignton, Inglaterra, en 1879. Además, en 1880 también comenzó a interpretar el papel de John Wellington Wells en The Sorcerer.
Dejó la compañía de D'Oyly Carte en 1881, regresando a Londres, y pronto hizo su debut en la obra de Jacques Offenbach La boulangère. Tras algunas funciones más en Londres viajó a Estados Unidos en 1882, donde hizo su debut en Broadway como Dromez en la obra de Bucalossi  Les Manteaux Noirs. Luego interpretó a Nick Vedder y Jan Vedder en otra obra de D'Oyly Carte, y en la de Robert Planquette, Rip Van Winkle (1882).
Mansfield apareció luego en Baltimore, Maryland, con otra obra de la troupe D'Oyly Carte, como el Lord Canciller en la obra de Gilbert & Sullivan  Iolanthe en diciembre de 1882. Sufrió un esguince de tobillo grave solo dos días más tarde, abandonando la producción, y regresando a Nueva York.
Apareció exitosamente en una producción original, Prince Karl, y en varias obras que adaptaban historias bien conocidas, y en 1887 su doble interpretación como Jekyll y Hyde en la obra de Thomas Russell Sullivan para la compañía Palmer en el Madison Square Garden, solo un año después de la publicación de la famosa novela de Robert Louis Stevenson que adaptaba, creó una profunda impresión en la audiencia. Fue con esta obra que se hizo famoso en Londres durante la temporada de 1888 en el Lyceum Theater, por invitación de Henry Irving. También repitió la función en los sucesivos reestrenos en Broadway, a lo largo de veinte años.

### Actor-productor

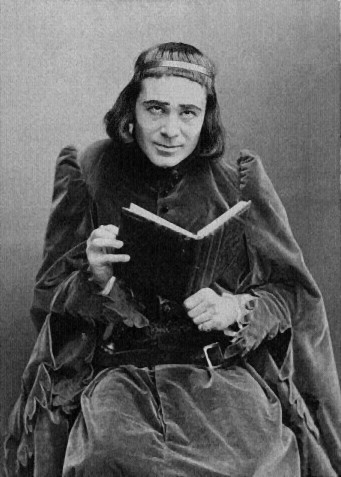
Mansfield como el rey inglés Ricardo III, c. 1889.

Mansfield continuó su carrera como actor pero también había empezado una carrera como director teatral en Estados Unidos en 1886. Produjo la obra Ricardo III en 1889 en el Globe Theater. Regresó a Broadway en 1890 con Beau Brummell (papel que repitió varias veces). Fue uno de los primeros en producir las obras de George Bernard Shaw en Estados Unidos, apareciendo en 1894 como Bluntschli en Arms and the Man, y como Dick Dudgeon en El discípulo del Diablo en 1897. Esta última producción fue la primera producción de Shaw en generar beneficios. Como director y productor de obras teatrales, Mansfield fue conocido por sus fastuosas puestas en escena. Habitualmente produjo, protagonizó (a menudo junto a su mujer), y dirigió obras en Broadway, a veces también escribiendo bajo el seudónimo Meridan Phelps. Otras funciones en Broadway en la década de 1890 incluyeron Napoleón Bonaparte (1894), el papel principal en La Historia de Rodion, el Estudiante (1895), Sir John Shadows en Castle Shadows (1896), Eugen Courvoisier en El Primer Violín (1898 y 1988), y el papel principal en Cyrano de Bergerac (1898 y 1899).
Comenzó el nuevo siglo en Broadway en el papel principal de Enrique V (1900), seguido del papel principal en Monsieur Beaucaire, Bruto en Julio César (1902), Karl Heinrich en Old Heidelberg (1903 y 1904), y papeles en Iván el Terrible (1904), Un idilio parisiense (1904 y 1905), El mercader de Venecia (1905), Ricardo III (1905), Alcestes en El misántropo (1905), La Letra Escarlata (1906) y Don Carlos (1906), entre otros. Continuó actuando hasta su último año de vida. Una de sus últimas actuaciones, unos meses antes de su muerte, fue el papel principal en la producción de Broadway de Henrik Ibsen Peer Gynt, en su estreno en los Estados Unidos.
La popularidad de Mansfield como actor shakesperiano fue inmensa. A su muerte, The New York Times declaró: "Como intérprete de Shakespeare, no tuvo igual en sus últimos días, como lo atestigua la gracia principesca, la fuerza trágica de su Ricardo, su emocionante actuación en la escena de la tienda en "César", la dignidad militar y elocuencia de su príncipe Hal, y el patetismo de la oración en esa obra. Fue el actor más grande de su época, y uno de los más grandes de todos los tiempos."
Mansfield murió en New London, Connecticut, en 1907 a los 50 años, de cáncer de hígado.

### Sospechoso en el caso de Jack el Destripador

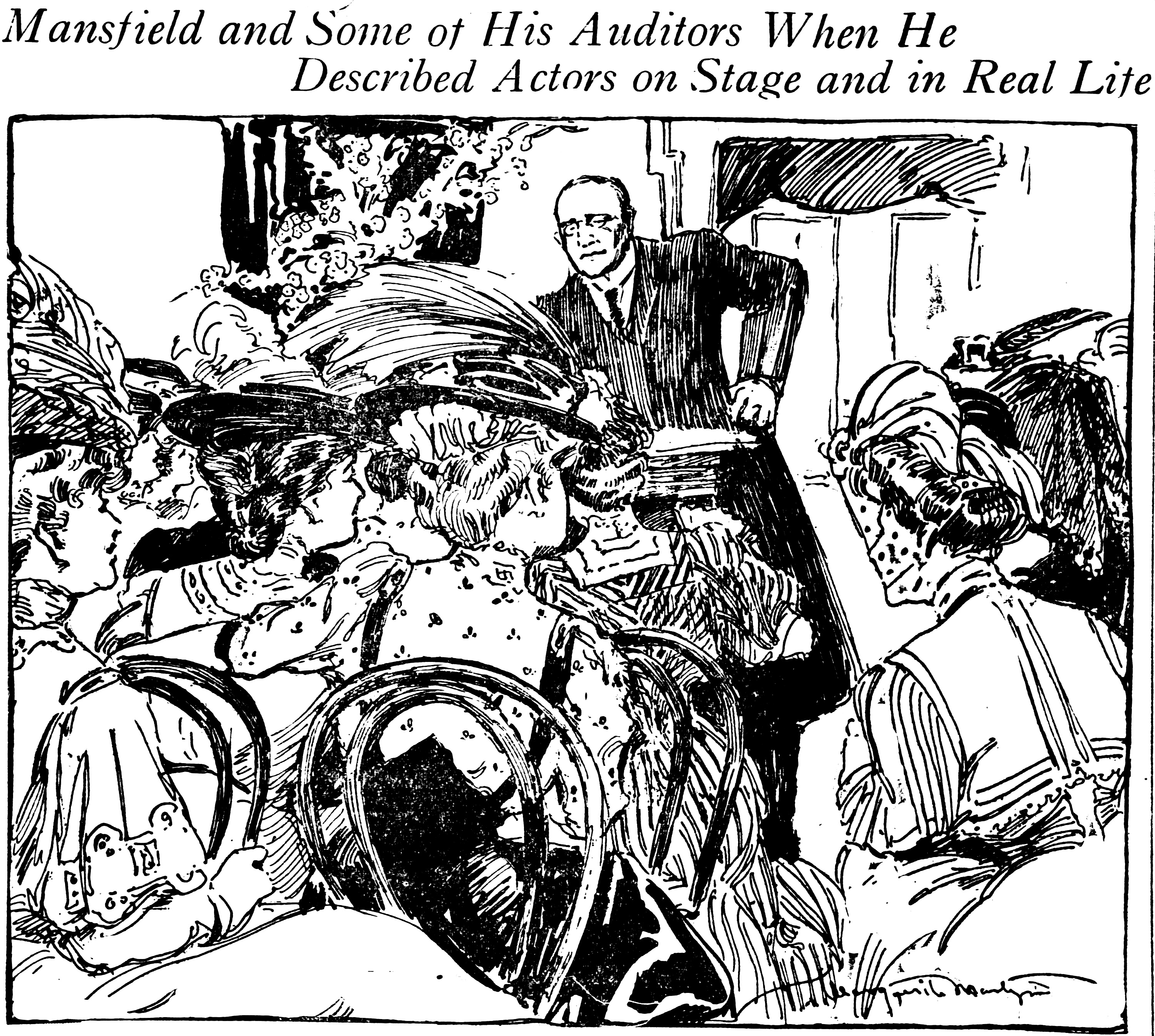
Mansfield dando una conferencia en San Luis en 1906; ilustración de Marguerite Martyn.

Mansfield actuaba en la producción londinense de El extraño caso del Dr. Jekyll y Mr. Hyde en 1888 durante el tiempo en que Jack el Destripador asesinaba mujeres en el East End. Un espectador asustado escribió a la policía acusando a Mansfield de los asesinatos, porque no podía creer que ningún actor pudiera hacer una transformación sobre el escenario tan convincente de un caballero a un asesino loco sin ser de verdad un homicida. Mansfield intentó obtener el favor del público y frenar las críticas que recibía ofreciendo una representación de la comedia Prince Karl en beneficio del hogar y refugio del obispo sufragáneo de Londres para prostitutas reformadas.

## Vida personal
Mansfield se casó en 1892 con otra actriz, Beatrice Cameron (1868–1940). Después de su boda, era a menudo referida como Señora de Richard Mansfield por la prensa. En 1898 la pareja tuvo a su único hijo, Richard Gibbs Mansfield (1898–1918). El joven Mansfield era conductor de ambulancia en Francia al inicio de la Primera Guerra Mundial, y se alistó con entusiasmo siendo menor de edad (con el consentimiento de su madre). Cuando Estados Unidos entró en la guerra, se unió al Ejército de los EE. UU. y fue a Texas para formar parte de una unidad de aviación. Allí  contrajo meningitis y falleció en 1918.